# يعفر بن السكسك
يعفر بن السكسك هو الملك يعفر بن السكسك بن وائل بن حمير بن سبأ أحد ملوك حمير.

## حياته
عاش تقريبا في الفترة 968 ق.هـ، الموافق لـ 319 ق.م. (تقديرا) - 859 ق.هـ.، الموافق لـ 213 ق.م. (تقديرا)
تولى الحكم وعمره يسير، وكان لا يغزو البلدان وفي فترته عظم ملك باران بن عوف بن حمير (عامر ذو رياش)، وقبل أن يموت يعفر أخذ تاج الملك وأعطاه قومه يملكوا من يشاؤون، فأخذ القوم التاج ووضعوه على بطن امرأة يعفر وهي حامل وكان بذلك أول ملك يتوج كملك وهو في بطن أمه ألا وهو النعمان بن يعفر بن السكسك.